# Sergievo-Posadskij rajon
Il Sergievo-Posadskij rajon (in russo Сергиево-Посадский район?) era un municipal'nyj rajon dell'Oblast' di Mosca, nella Russia europea; il capoluogo era Sergiev Posad. Altri centri abitati che appartenevano al rajon sono Bogorodskoe, Krasnozavodsk e Peresvet.